# بلد آخر (رواية)
للاستخدامات الأخرى، الق نظرة على بلد آخر (توضيح)
بلد اخر هي رواية أصدرت في سنة 1962 بواسطة الكاتب جيمس بالدوين. تدور أحداث هذه الرواية في المقام الأول في قرية جرينتش وهارليم وفرنسا في أواخر الخمسينات، لقد صور العديد من الموضوعات التي كانت من المحرمات في وقت صدورها بما فيها ازدواجية الميول الجنسية والأزواج بين الأعراق والعلاقات خارج الزواج.

## معلومات أساسية
بدأ بالدوين في كتابة رواية بلد آخر في سنة 1948 بقرية جرينتش، واستمر في كتابة هذه الرواية في باريس ومرة أخرى في نيويورك، بالرغم من تردده المعترف به في احضار رواية بلد آخر "غير مكتمل" إلى بلدةٍ أخرى، " أكمل بالدوين الكتاب عام 1962 في إسطنبول. نظرا لشهرته الواسعة في عام 1959 فقد استلم بالدوين منحة تقدر بـ 12 ألف دولاراً من مؤسسة فورد دعما لعمله في الكتاب.
عاد بالدوين إلى الولايات المتحدة جزئيًا في سنة 1957 لتغطية حركة الحقوق المدنية بقيادة مارتن لوثر كينج جونيور، أُعجب بالدوين بكينغ ولكنه سعى إلى تصوير علاقات أعمق من " الحب الأخوي إلى كينغ".

## الملخص
يستخدم الكتاب راوي بضمير الغائب ومع ذلك فهو يعي بمشاعر الشخصيات.: 219
تحكي الأجزاء الخمس الأولى من رواية "بلد آخر" عن سقوط عازف الجاز روفوس سكوت. يبدأ علاقة مع ليونا وهي امرأة بيضاء من الجنوب ويقدمها لدائرته الاجتماعية التي تتضمن أقرب أصدقائه والرائي المكافح فيفالدو ومعلمه الأكثر نجاحًا ريتشارد وزوجته، تكون العلاقة في بادئة الأمر تافهة ولكنها تأخذ منحنى جاد مع استمرارهم في العيش سويا، اعتاد روفوس على إساءة ليونا جسديًا وتم نقلها الى مستشفى الأمراض العقلية في الجنوب، يعود روفوس إلى هارليم مكتئبًا وينتحر بالقفز من جسر جورج واشنطن.
يستكشف الباقي من الكتاب عن العلاقات بين أصدقاء روفوس والعائلة ومعارفه في أعقاب وفاته،  لم يستطع أصدقاء روفوس فهم حادثة انتحاره وهم الآن يعانون من الشعور بالذنب بسبب موته، يصبحون فيما بعد أقرب لبعضهما البعض. يبدأ فيفالدو علاقة مع أخت روفوس إدا التي عانت بسبب التوتر العنصري والمرارة بعد فقدان أخيها.
يعود إيريك الممثل والعشيق الأول لروفوس إلى نيويورك بعد أن عاش في فرنسا لسنوات حيث التقى بحبيبته إيف منذ فترة طويلة، كما يعود إيريك إلى الدائرة الاجتماعية للرواية ولكنه أكثر هدوءًا من معظم مجموعته، تصبح علاقة الجميع متوترة في الرواية، تنشأ علاقة بين إيدا وإيليس وهي مديرة تنفيذية للإعلانات تعد للمساعدة في مهنتها كمغنية، أما كاس التي أصبحت وحيدة بسبب مهنة ريتشارد في الكتابة فقد اقامت علاقة مع ايريك بعد وصوله إلى نيويورك، في ذروة الرواية تخبر كاس ريتشارد عن علاقتها بإيريك الذي لديه تواصل جنسي مع فيفالدو الذي بدوره يعلم بعلاقة ايدا بإيليس.

## المواضيع

### العرق والقومية
أطلق بالدوين على روفوس لقب "الجثة السوداء التي تطفو في النفس الوطنية" بالإضافة إلى الشخصية المسيحية –رمز حي (ومتحضر) لمعاناة الرجال السود، تم وصف موت روفوس بمثابة جريمة قتل لأنه غالبًا يعيش في عصر عنصري وتتأثر حياته باستمرار بسبب استيعابه لهذه العنصرية إلى درجة أن يكره نفسه، إن آثار الاضطهاد الداخلي واضحة طوال الرواية، فهو يمارس الجنس مع أي شخص أبيض بعنف لأنه يسعى إلى السلطة: كما يشعر بخيبة أمل في نفسه مقارنةً بأخته السوداء الفخورة إيدا ويتجنب دعم عائلته خلال يومه الأخير من الحياة.
مفهوم "بلد أخر" لا يعكس فقط رجوع إيريك الى الولايات المتحدة من فرنسا بل أيضًا مشاعر الاغتراب الذي يعاني منه الأمريكيون الأفارقة داخل الولايات المتحدة.
كانت رواية بلد آخر فريدة من نوعها في ذلك الوقت في محاولاتها في استكشاف العلاقات العرقية من خلال الحب الرومانسي بدلًا من الصداقات الاجتماعية المثلية.

### الحب
تعمل العلاقة بين ايدا وفيفالدو كنموذج مصغر للعلاقات بين الامريكيين الأفارقة والليبراليون البيض، تمثل علاقتهم والآخرون (بما فيها العلاقة السابقة بين روفوس وليونا) صراعًا من أجل الحب وسط عقبات العرق والجنس والمجتمع الحديث، وفقًا لكاتب سيرة بالدوين دبليو. ج.
سواء كان العلاقة المركزية بين فيفالدو الأبيض وايدا السوداء أو الشؤون الثنائية المصاحبة التي تشمل معظم الشخصيات الرائدة الأخرى، فقد قصد بالدوين جميعهم لتوضيح مدى صعوبة شعوره بالحب الحقيقي في المجتمع الأمريكي المعاصر، كان مواجهة كلاً منهم بدون أكاذيب وإدراك العلاقة بشكل واقعي أكثر أهمية من الجنسيين أو كيفية التعبير عن الحب، كذلك في رأي بالدوين فإن الوضع كان عنصريًا بأكمله ووفقًا للرواية فإن حبهما فشل.
تمت مقارنة الاختلافات العرقية والجنسية، كلاهما يمثلان مناطق للصراع يجب معالجتها في الطريق إلى الحب الناضج، وفقًا لبعض القراءات فإن هذه الوحدة المتكاملة تمثل رواية "بلد آخر" وربما يوتيوبا مستحيلة،  كتبت ستيفاني دانينق:
تشير وفاة روفوس أن ليس هناك مدينة فاضلة سوداء ولا مكان يستطيع فيه الهرب من ظلم العنصرية، الأهم من ذلك هي أن الرواية تشير إلى أننا لن نجد بعد نموذج للتفكير خارج الصندوق الذي يؤطر نقاشاتنا حول الأعراق والإثارة الجنسية المثلية، يشير كذلك إلى القضاء على الاختلاف بين الجنس والعرق لن تحل مشكلات في هذه الاختلافات، أما عن عنوان الرواية الرغبة في "بلد آخر" هي أمة أخرى؛ حيث يتم فيها تخيل أنفسنا العرقية والجنسية وتعريفها بشكل مختلف أو ربما حيث لم يتم تعريفها إطلاقًا، إنه في آن واحد سؤال: يوضح كتاب بلد آخر عدم جدوى المعابر الوطنية وهذا خيال حزين: كتاب بلد آخر هو مكان اسطوري وخيالي وغير قابل للتحقيق حيث لا تنكسر العلاقات بسبب الاختلافات.
يوضح داننق بأن نقد الرواية للقومية يمتد إلى القومية السوداء التي لا تزال تعتمد على خيال التكاثر الأصيل وثنائي الجنس.

### تجاهل الرغبة
من اهم المواضيع في كتاب بلد آخر هو استعداد المرء لتجاهل أجزاء من الواقع (بما فيها النفس) التي يجدها المرء غير سارة أو مزعجة، ربما يكون فيفالدو الأكثر تأثرًا  بهذا الاتجاه، هو أيضًا ينكر ميوله الثنائية الجنس، فقد فشل تمامًا باعترافه في انجذابه لروفوس ثم ذهب في ليلة وفاته إلى فيفالدو مبيناً حاجته إلى الحب الجنسي ولكن فيفالدو تظاهر بعدم إدراكه لهذه الحاجة، ثم شعر بالذنب لاحقًا مشتبهًا في كونه قد منع وفاة روفوس، إنه لا يرى أن انجذابه لإدا قد يعكس انجذابه لروفوس، على الرغم من أن العلامات المتزايدة التي تدل على تورط إيدا في علاقة مهنية متقدمة مع المنتج التلفزيوني الأبيض إيليس ولكن فيفالدو غالبا ينفي ذلك حتى تعترف له إيدا المحبطة بنفسها في مشهد شافي قريب من نهاية الكتاب.
في الطرف المقابل من المجموعة بعد نزاعات شبابية كبيرة مع قبول نفسه لمثليته الجنسية بسبب النبذ الاجتماعي في مسقط رأسه الأباما، يصبح إيريك في النهاية أكثر صراحةً وانفتاحًا في الرواية، يعترف بأن روفوس كان يسيء إلى ليونا وأنه بالواقع لا يرد بالمثل لحب كاس وحبه لإيف صادقًا، هذا يجعله أيضا شخصية الكتاب الأكثر هدوءٌا، بعد ليلة قضاها مع إيريك يرى فيفالدو العالم أكثر وضوحًا ويتخذ خطوات أولية نحو قبول ثنائيته الجنسية.
غالبية الشخصيات البيضاء في الكتاب تقلل أو ترفض الاعتراف بالتوتر العنصري الذي يحيطهم، صُعقا كاس وريتشارد عندما ضرب مجموعة من ذوي البشرة السوداء أبنائهم، أما إيدا تشتبه بإستمرار فيفالدو باستغلالها لأنها سوداء البشرة وتعرف رجالًا بيض يسعون إلى علاقات جنسية خصوصًا مع النساء السود، يرفض فيفالدو الاعتراف بأي من هذا بالرغم من أنه يشير إلى أن ربما هذه حقيقة علاقتهما.
الغيرة المهنية
يغار ريتشارد وفيفالدو من بعضهما بصفتهما كاتبين، ينكر فيفالدو قيمة الرواية الأولى لريتشارد ويغار من أنها نُشرت، بينما يغار ريتشارد من فيفالدو لأن ريتشارد يعتقد بأن كاس ترى المعاناة والافتقار إلى النجاح التجاري كعلامة على النزاهة الفنية، بالتالي بعد أن بدأت كاس وايريك علاقتهما فإن ريتشارد يشتبه على أنها تواعد فيفالدو.
أدى اعتراف ايدا بأنها مغنية جاز إلى الغيرة المتزايدة والتوتر بينها وبين فيفالدو .

### ذكورية المثلية السوداء
في مقالته "ملاحظات على الابن الأصلي" في عام 1968 من كتابه الروح على الجليد( Soul on ice)، استنكر الدريدج كليفر مفهوم المثلية بين الأعراق، كان في الواقع بمثابة لسان حال للسرد المهيمن الذي وضع إطارا لذكورية المثلية السوداء في أمريكا في الستينات، إنه لم يعبر عن عدم شعوره بالراحة للمثلية السوداء بقدر تعبيره عن نموذج القوة والتأنيث النهائي الذي يترتب بعد الفعل الجسدي للرجال ذوي البشرة السوداء الذين يخضعون جنسيًا للرجال البيض.
من وجهة نظر كليفر، يعتبر روفوس سكوت من كتاب بلد آخر هو فاشلًا في عرقه لأنه فشل في التصرف "كمرجع للذكورية والجنس والعنصرية" ( داننق 104 )، وفقًا للقومية السوداء في ذلك الوقت يعتمد مستقبل العرق الأسود على التكاثر، عام 1981 في مؤتمر العام الأول لتحديد الذات، ظهرت نشرة إعلامية تقول "المثلية الجنسية لا تنتج أطفال ولا تولد محاربين جدد للتحرر" (تشيني 113)،  من ناحية الخضوع الجنسي للرجل الأبيض فقد حقق روفوس رغبته في الموت حرفيًا ومجازيًا.: 100
لذا فإن روفوس هو تجسيد لوجهة النظر القومية القمعية المنتشرة التي أثقلت ولا تزال تثقل كاهل الرجال المثليين جنسياً من ذوي البشرة الملونة، إن روفوس ليس بأي حال من الأحوال مؤيدًا لرهاب المثلية القومية السوداء ولكنه بدلاً من ذلك هو ضحية لها، في علاقته الرومانسية مع صديقه الأبيض الجنوبي إريك، يستوعب روفوس هذا المفهوم بأنه من خلال "استقبال" إريك، هو يسمح لإريك بالسيطرة عليه؛ ومع ذلك يصرح ويؤكد بالدوين في رواية بلد آخر أن الضعف داخل نموذج القوة في العلاقات بين الأعراق والمثليين هو الذي سيكسر في النهاية الحواجز العنصرية، من خلال إعادة تشكيل الذكورية وتوقعات الرجال السود على وجه الخصوص، يمكننا تغيير ديناميكية القوة التي تؤدي إلى العنف والعدوان لدى الرجال وخاصة الرجال السود، في حديثه عن علاقته مع روفوس فقد قال فيفالدو:
حسنًا، ربما كانوا خائفين من أنهم إذا نظروا عن كثب إلى بعضهم البعض، فسيكتشف كل منهم – نظر من النافذة وهو يشعر بالتعرق والخوف فكل منهم قد وجد الهاوية، في مكان ما في قلبه كان الولد الأسود يكره الولد الأبيض لأنه كان أبيضًا والعكس كذلك فقد كره فيفالدو روفوس وخاف منه لأنه كان أسود. (ص: 134)
بفضل امتيازه كرجل أبيض يستطيع فيفالدو التراجع ورؤية الجنس المثلي على حقيقته، وهو عمل من أعمال الضعف والثقة بدلاً من الهيمنة والخضوع كما تراه عيون روفوس.

### إستقبال
بلد آخر تلقت الكثير من الاهتمام والمراجعات المختلطة، كانت المراجعات في الصحافة السوداء موائمة بشكل عام، أطلقت عليها صحيفة نيويورك تايمز بأنها "قصة حزينة تُسرد ببراعة وشراسة" وقارنتها بـ "الأرض اليباب" للكاتب تي إس إليوت كسجل للخراب الروحي في العصر الحديث، أطلقت عليها مجلة تايم بأنها "فاشلة"، أما نورمان ميلر فقال إنها "مكتوبة بشكل مثير للبغض" وسرعان ما أصبحت الرواية من الكتب الأكثر مبيعًا.: 205: 216-7
تم الإعلان عن تعديل الفيلم في عام 1964؛ حيث قام توني ريتشاردسون بإخراج الفيلم وقام بالدوين بنفسه بكتابة السيناريو على الرغم من أن الفيلم لم يتم إنتاجه مطلقًا.: 241
تم تصنيف الكتاب على أنه "بذيء" في نيو أورليانز وتم حظره مما لفت انتباه مدير مكتب التحقيقات الفيدرالي إدغار هوفر.
حظرت إدارة جمارك الكومنولث في أستراليا استيراد الرواية، بينما اعترف مجلس الرقابة على الأدب في البلاد بأن كتابات بالدوين كانت لها بعض المزايا إلا أنه وصف بلد آخر بأنها "يتم تلطيخها باستمرار بالألقاب والتلميحات غير اللائقة والمسيئة والقذرة"، أشار الرئيس إلى أن البعض قد يربط تصوير الرواية للعلاقات العرقية بالأحداث الجارية في أستراليا، مع الأخذ في الاعتبار أن الحظر الكامل قد يضر بسمعة البلاد، اقترح أن يكون الكتاب متاحًا "للطالب أو القارئ الجاد". في عام 1966، أعلن ألكسندر ويليام شيبارد وهو بائع كتب أسترالي عن خطته لنشر "بلد آخر" عن طريق إرسال عدد من الرسائل بالبريد الجوي إلى أستراليا، تحتوي كل منها على عدد من الصفحات من الكتاب ثم تجميع كل الصفحات المستلمة وطباعة الكتاب، لقد فعل هذا وقد تم رفع الحظر الأسترالي.
استنتج بالدوين من شعبية الكتاب أن "عدد الأشخاص الذين هم على استعداد للاعتراف بأنهم يعيشون حياة لا تختلف على الإطلاق عن حياة الأشخاص في كتابي"، قال بالدوين أيضًا أن الكتاب "يخيف الناس لأن من الممكن أكثرهم لا يفهمونه."
وجه إلدريدج كليفر كلمات قاسية لبالدوين في كتابه الروح على الجليد ( Soul on ice ) ؛ حيث كتب أنه معجب بالدوين في بعض النواحي لكنه شعر بعدم الارتياح بشكل متزايد تجاه كتاباته، يقول كليفر إن رواية بلد آخر وضحت لماذا "أصبح حبه لرؤية بالدوين متناقضًا": 97–8 ويكتب 107
روفوس سكوت البائس المثير للشفقة الذي انغمس في هواية الرجل الأبيض المتمثلة في الانتحار الذي سمح لمثلي أبيض يمارس الجنس معه واتخذ إيزابيل الجنوبية لامرأته، مع كل ما توحي به هذه العلاقات المعذبة إلا أنه كان مثالاً للحب، كان روفوس راكبًا للحرية النفسية ويدير خده المطلق ويتمتم مثل الشبح "لقد أخذت الأفضل فلماذا لا تأخذ الباقي"، وهو ما لا علاقة له على الإطلاق بالطريقة التي تمكن بها الزنوج من البقاء هنا في الجحيم في أمريكا الشمالية!
أدرج أنتوني بيرجيس الكتاب ضمن رواياته التسعة والتسعين: الأفضل في اللغة الإنجليزية منذ عام 1939

## التحليل
قال بالدوين في مراجعة كتاب نيويورك تايمز أثناء تأليفه للكتاب : 218
أعتقد أنني أمثل نفسي بلا حول ولا قوة على غرار موسيقيين الجاز وأحاول أن أكتب بالطريقة التي يبدو بها صوتهم، أنا لست مثقفاً بالمعنى الكئيب الذي تستخدم به الكلمة اليوم ولا أريد أن أكون كذلك: إنني أهدف إلى ما أطلق عليه هنري جيمس "الإدراك على درجة العاطفة".
عندما طُلب من بالدوين الاستشهاد بالتأثيرات الأدبية، قال إن جوزيف كونراد وجيمس جويس وفيودور دوستويفسكي وجورج برنارد شو هم "نماذجه." ترتبط شخصية إيف بحبيب بالدوين لوسيان هابرسبرجر الذي وضع خطط لمقابلة بالدوين في مدينة نيويورك سنة 1960.
قد قيل أن جيمس بالدوين موجود في ثلاث شخصيات: روفوس كما كان بالدوين سيظهر لو لم ينتقل إلى فرنسا؛ إريك مثل بالدوين كان في باريس وفيفالدو ككاتب يعاني من الجمود الكتابي بسبب علاقاته الغرامية على طريقة بالدوين نفسه، كما تم التعرف على بالدوين أيضًا مع إيدا كمدافع بعد موت روفوس وريتشارد وهو الكاتب الذي أصبح ناجحًا.: 202
قال بالدوين لاحقًا إنه طور شخصية روفوس لاستكمال وشرح إيدا.
وُصِف الكتاب بأنه انتقاد ضمني لكتاب مايلر الزنجي الأبيض ورومانسية سلبية للثقافة السوداء، يصف براندون جوردون هذا النقد من حيث العلاقة بين فيفالدو وروفوس بوساطة ليونا، يكتب جوردون: "خلافًا لتوقعات فيفالدو فإن محاكاة الروح الجنسية المفرطة الذكورة للأمريكيين من أصل أفريقي لا تمكنه في النهاية من تحقيق خيال الهيبستر في الهوية المتجسدة." ويخلص إلى أن في الواقع فإن لقاء فيفالدو المثلي مع إريك في نهاية الرواية - وتحديدًا حقيقة اختراق فيفالدو - يمثل شكلاً أكثر صدقًا من "الهوية المتجسد" مع شخص آخر.
شعر أحد المؤلفين أن العنوان يردد سطورًا في كتاب كريستوفر مارلو يهودي مالطا:
لقد ارتكبت -
الزنا: ولكن كان ذلك في بلد آخر؛ وإلى جانب ذلك فإن الفاتنة ميتة.